# Pedicularis yamazakiana
Pedicularis yamazakiana är en snyltrotsväxtart som beskrevs av Robert Reid Mill. Pedicularis yamazakiana ingår i släktet spiror, och familjen snyltrotsväxter. Inga underarter finns listade i Catalogue of Life.